# Bernhard Neutsch
Bernhard Neutsch (Weimar, 5 marzo 1913 – Innsbruck, 8 agosto 2002) è stato un archeologo tedesco, specialista di archeologia della Magna Grecia.

## Biografia

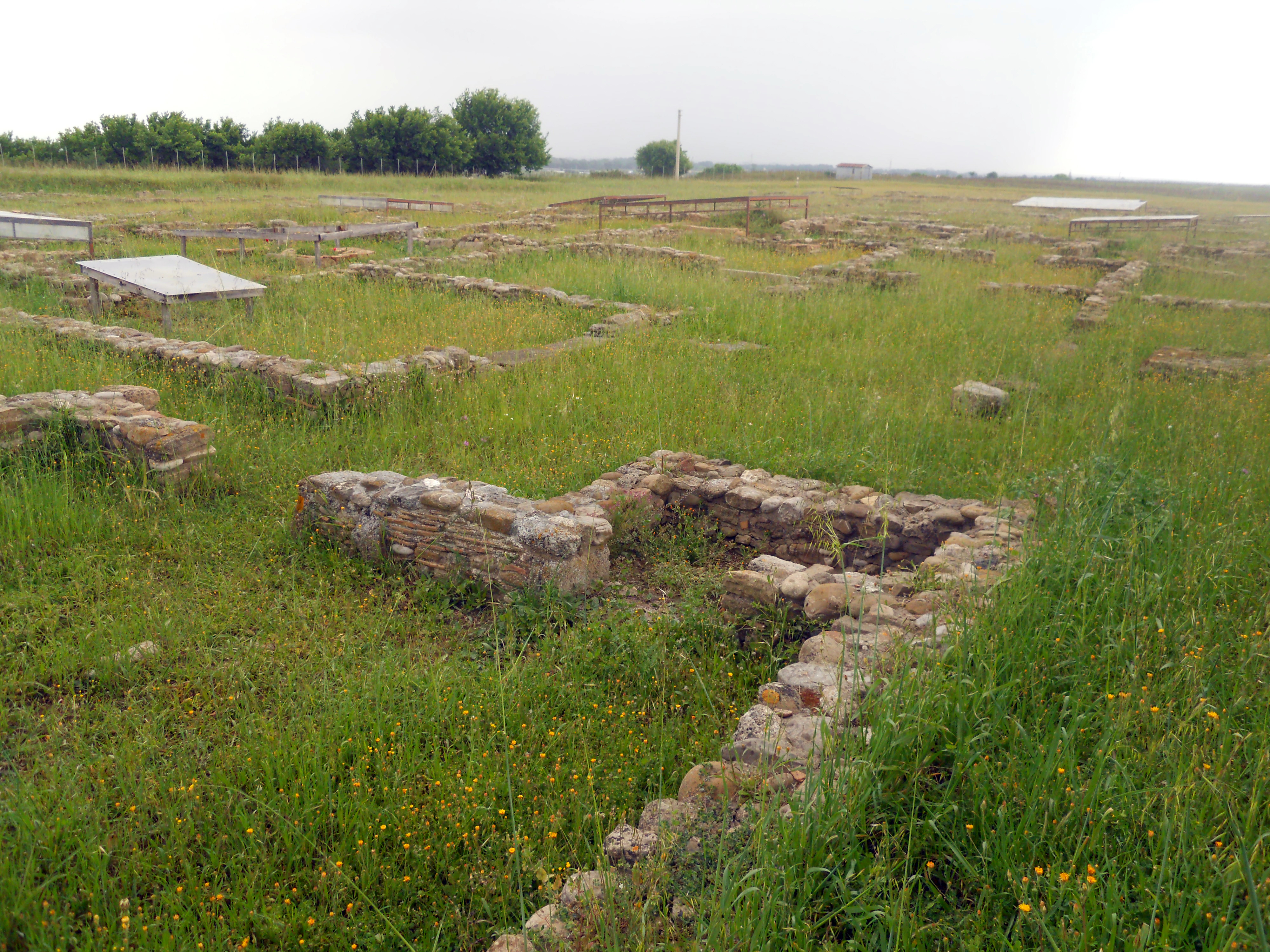
Area archeologica di Heraclea e Siris

Ha frequentato studi di storia antica, filologia classica, storia dell'arte e filosofia, presso l'Università di Jena, specializzandosi in archeologia classica. 
Nel 1939 ha discusso la tesi di dottorato Der Maler Nikias von Athen. Ein Beitrag zur griechischen Künstlergeschichte und zur pompejanischen Wandmalere (Il ceramografo Nicia di Atene. Un contributo alla storia degli artisti greci e alla pittura murale pompeiana). Da essa ha preso avvio la sua carriera scientifica, interrotta precocemente dalla sua partecipazione alla seconda guerra mondiale e dalla successiva prigionia. Dopo il suo rilascio, si è unito all'istituto di storia dell'arte dell'Università di Marburgo collaborando, nel 1946-1948 alla ricostruzione dell'Istituto archeologico della Università di Heidelberg, e, in particolare alla riorganizzazione della sua collezione archeologica. Nel 1948 ha organizzato Die Welt der Griechen im Bilde der Originale der Heidelberger Universitätssammlung (Il mondo dei greci nella pittura degli originali della collezione dell'Università di Heidelberg, la prima mostra di arte antica del dopoguerra. Nel 1949 ha conseguito la Habilitation a Heidelberg con un Habilitationsschrift sulla coroplastica attica, dal titolo Studien zur vortanagräischattischen Koroplasti. 
Le prime esperienze archeologiche le ha vissute nel periodo 1949-1950, al fianco di Herbert von Buttlar, entrambi premiati con una borsa di viaggio conferita dall'Istituto archeologico germanico (la precedente, già assegnatagli negli 1941/42 per la sua tesi di laurea, non aveva potuto fruirla per la concomitante guerra). Con la sua borsa di studio ha viaggiato in Italia, Grecia, Turchia, Libano ed Egitto. Nel 1951 sposò sua moglie da cui avrebbe avuto quattro figli.
Dopo la fine del viaggio di studio, Neutsch rimase fino al 1956 presso l'Istituto archeologico germanico di Roma, dove si è concentrato sulla ricostruzione il più antico dipartimento dell'Istituto archeologico tedesco, di cui fu per qualche tempo vice-direttore. Le sue responsabilità comprendevano il lavoro editoriale, la cura dei contatti esterni, nonché visite archeologiche. Stabilì un contatto con l'Istituto di Storia Antica dell'Università di Padova, che mantenne per tutta la vita: non si trattava di legami superficiali, ma di una collaborazione che si è espressa attraverso lezioni attraverso la posizione di co-relatore di tesi di dottorato. 
Ha accompagnato e seguito molto da vicino gli scavi archeologici post-bellici tedeschi, in particolare nel sud Italia e sulla Magna Graecia, riportandone i risultati in Germania. Nel 1956 ha iniziato lo studio delle necropoli di Palinuro e del Vallo di Diano. A Policoro è stato coinvolto nella scoperta di gran parte della colonia greca di Heraclea e del famoso santuario di Demetra. Si è potuto così localizzare l'insediamento arcaico precedente alla fondazione di Siris.
Dal 1956 la vita professionale di Neutsch ha avuto di nuovo il suo centro in Germania. In primo luogo, nel 1956 ha sostituito Roland Hampe alla cattedra universitaria a Heidelberg. Nel 1965, era membro del Consiglio Accademico e pr
ofessore incaricato. Dal 1968 Neutsch si è trasferito presso la Università di Mannheim per la nuova istituzione del locale istituto archeologico. Qui rimase come Assistant Professor fino al 1972, ricoprendo la carica di preside nel 1970/71. Nel 1972 fu chiamato all'dell'Università di Innsbruck per succedere ad Alfons Wotschitzkys, quale Professore ordinario e direttore dell'Istituto Archeologico e del museo, rimanendovi fino alla pensione, dieci anni più tardi. A succedergli sarebbe stata Elizabeth Forest, la prima donna in quella posizione. Nel 1974 è stato visiting professor presso l'Università di Tokyo, dove ha lavorato, tra l'altro, sugli antichi santuari giapponesi. Nel 1978 fu nominato anche professore onorario presso l'Università di Karlsruhe. 
Durante l'epoca del suo insegnamento a Innsbruck, ha continuato le attività di scavo, iniziate quando era a Mannheim, nella colonia ionica di Elea, in collaborazione con l'Istituto di Innsbruck. Ha lavorato a stretto contatto con lo storico dell'architettura Giovanni Daum, di Innsbruck, e con l'archeologo Mario Napoli, soprintendente dell'area archeologica di Elea. Questo impegno ha avuto come risultato l'effettuazione di campagne di scavo annuali, in cui venivano coinvolti gli studenti, che hanno portato all'istituzione di un centro di studio sulla Magna Graecia l'Istituto di archeologia di Innsbruck e ha determinato l'attuale orientamento dell'istituto. 
Dopo il suo ritiro nel 1983 ha continuato a vivere a Innsbruck, fino alla sua morte, occorsa nel 2002.

## Attività di studio
L'obiettivo centrale degli studi di Neutsch è stato la ricerca sulla Magna Graecia, dove prese parte alla ricerca sul campo nei siti di Elea, Heraclea e Paestum. Ha comunque spaziato anche su altri argomenti come la Civiltà palaziale minoica, la pittura murale antica e la pittura vascolare (con studi su Exekias), sulla ricezione dell'antichità e, in particolare, sul rapporto di Goethe con l'antichità. 

## Riconoscimenti
Nel corso della sua attività, Neutsch ha ricevuto vari riconoscimenti.
Oltre a due lauree ad honorem, nel 1973 ha ricevuto la Croce di Cavaliere dell'Ordine al merito della Repubblica Italiana. Nel 1983 ha ricevuto la Grande medaglia d'argento della Repubblica d'Austria. Nel 1967 gli fu conferita la cittadinanza onoraria di Policoro, mentre nel 1987 gli fu assegnato il Premio della Siritide. Era un membro degli Istituti Archeologici di Germania e Austria, mentre dal 19 giugno 1992 è stato socio straniero dell'Istituto veneto di scienze, lettere ed arti di Venezia. Nel 1980 ha ricevuto un Festschrift, Funde und Forschungen Bernhard Neutsch (Ritrovamenti e ricerche), dedicatogli da 60 tra ex allievi, colleghi ed esperti scientifici internazionali. Nel 1984 ha tenuto il discorso inaugurale al ventiseiesimo Convegno sulla Magna Grecia di Taranto, sull'incontro di Goethe con le antichità della Magna Grecia.

## Opere
- (curatore) Die Welt der Griechen im Bilde der Originale der Heidelberger Universitätssammlung. Katalog der Jubiläumsausstellung zur 100-Jahr-Feier der Sammlungen des Archäologischen Instituts Heidelberg im Sommersemester 1948, Kerle, Heidelberg 1948
- Der Sport im Bilde griechischer Kunst, Scherer Verlag Willsbach, Heidelberg 1949 (Der Kunstspiegel)
  - edizione giapponese: Girishia geijutsu to supôtsu, Yôtoku-sha, Tôkyô 1965
- Studien zur vortanagräisch-attischen Koroplastik, de Gruyter, Berlin 1952
- Tas nunphas emi iaron : zum unterirdischen Heiligtum von Paestum, Winter, Heidelberg 1957 (Abhandlungen der Heidelberger Akademie der Wissenschaften, Philosophisch-Historische Klasse; Jahrgang 1957, Abhandlung 2)
- con Rudolf Naumann: Palinuro. Band 2: Nekropole, Terrassenzone und Einzelfunde, Kerle, Heidelberg 1960 (Mitteilungen des Deutschen Archäologischen Instituts, Römische Abteilung, Vol. 4)
- (a cura di) Herakleiastudien, Kerle, Heidelberg 1961 (Mitteilungen des Deutschen Archäologischen Instituts, Römische Abteilung, Ergänzungsheft 11; Archäologische Forschungen in Lukanien, Vol. 2)